# دانيمان (سيجار)
دانيمان سيجار (مصنع دانيمان للسيجار باللغة الالمانية، Dannemann Cigarrenfabrik) أسسها جيرهارد دانيمان. ولد في 23 أبريل 1851 في بريمن وتوفي عام 1921. رجل أعمال ألماني-برازيلي ومؤسس شركة سيجار دانيمان، غير اسمه فيما بعد إلى جيرالدو دانيمان. قام دانيمان أيضًا بتصنيع ماركة (مودز) الشهيرة للسيجاريلو.

## التاريخ
تأسست الشركة على يد رجل الأعمال المولود في بريمن، جيرالدو دانيمان، الذي هاجر إلى البرازيل عام 1872 عن عمر يناهز 21 عامًا. وفي عام 1873، افتتح مصنعًا للسيجار في بلدة ساو فيليكس الصغيرة. لقد كان دائمًا على اتصال بالسيجار خلال طفولته، لذلك أدرك الإمكانات الموجودة هناك. بدأ في البداية مع ستة موظفين في زراعة التبغ وتشكيل السيجار وتصديره إلى أوروبا. منذ عام 1910، زاد عدد الموظفين إلى حوالي 4000 موظف في سبعة مواقع للمصانع. وهذا جعله أحد أهم الصناعيين في ولاية باهيا البرازيلية .
في عام 1922 اندمجت شركتا دانيمان و ستيندر لتشكلا شركة (كومبانيا دي شاروتوس دانيمان). أدت الحرب العالمية الثانية إلى انقطاع التجارة عبر المحيط الأطلسي بسبب الحصار الاقتصادي، وتمت مصادرة ملكية دانيمان في البرازيل وكان يدير الشركة البنك البرازيلي بانكو دو برازيل. بعد الحرب، استعاد دانيمان ممتلكاته في البرازيل. وفي عام 1954، كان عليه أن يعلن إفلاسه. في الفترة التي تلت ذلك، كانت العلامة التجارية دانيمان تنتمي إلى مجموعة شركات ميليتا ومقرها ميندن قبل بيعها.
تم بيع حقوق العلامة التجارية دانيمان إلى ليختنشتاين. تقاسمت شركة( دانيمان المحدودة) الألمانية والشركة السويسرية (برجر سونه) حقوق استخدام العلامة التجارية. في عام 1988، اشترت مجموعة (برجر) حقوق العلامة التجارية الألمانية لشركة دانيمان واستحوذت على شركة (دانيمان المحدودة) في لوبيك. وكانت العلامة التجارية في يد واحدة منذ ذلك الحين. بعد إعادة التوحيد، تم افتتاح موقع إنتاج آخر في تريفورت.
منذ الثمانينيات، تم تطوير المنتجات بشكل أكبر، لذلك تم تقديم العلبة المعدنية للحمل في الحقيبة وتغليف أفضل لنضارة (السيجار) . في عام 1994، تم إطلاق السيجاريلو ذو النكهة، دانيمان مودز، متبوعًا بنوع مختلف كفلتر سيجاريلو.
يقع مركز دانيمان الثقافي في باهيا بالبرازيل، وقد تم تأسيسه في بريساجو بسويسرا في بداية عام 2002. تعد مجموعة دانيمان اليوم (2011) واحدة من شركات التبغ الأوروبية الأكثر تقليدية والرائدة في السوق في ألمانيا في مجال السيجاريلو والسيجار.

## في الثقافة الشعبية
تم ذكر سيجار دانمان في أغنية ( "الإزميل البارد" النبيذ الرخيص).